# Stryker Corporation

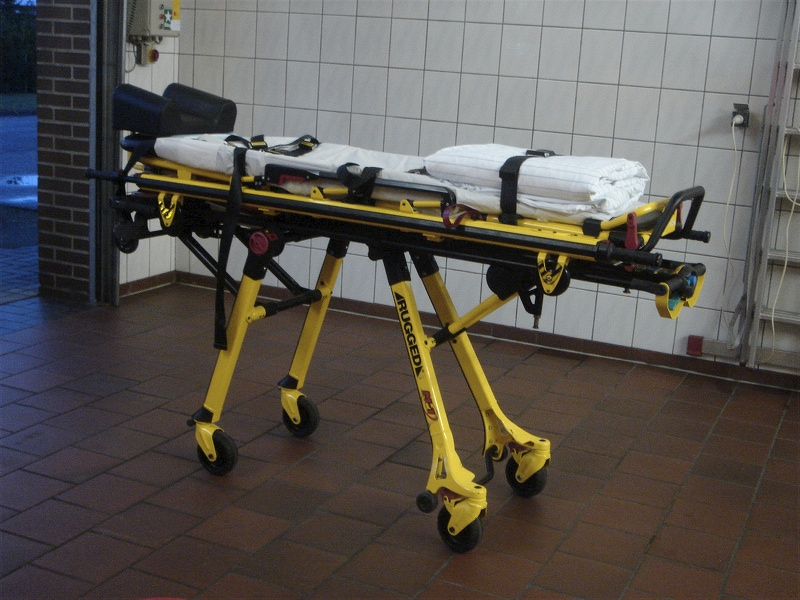
Roll-In Fahrtrage Stryker Rugged M1, verbreitet in Krankenwagen in D-A-CH (2007)

Die Stryker Corporation ist ein US-amerikanisches Unternehmen mit Firmensitz in Kalamazoo, Michigan. Das Unternehmen stellt orthopädische und chirurgische Implantate und Instrumente sowie Produkte zum Patiententransport her. Stryker ist an der New Yorker Börse notiert und im Aktienindex S&P 500 gelistet.
Die Deutschland-Zentrale des deutschen Ablegers Stryker GmbH von Stryker ist in Duisburg, Produktionsstandorte sind Freiburg im Breisgau, Tuttlingen und Schönkirchen bei Kiel. Der Schweizer Ableger, die Stryker GmbH, befindet sich in Selzach.

## Geschichte
The Orthopedic Frame Company, Vorläufer der Stryker Corporation, wurde am 20. Februar 1946 von Homer Stryker (1894–1980) gegründet. Erst im Jahr 1964 wurde der Firmenname offiziell in Stryker Corporation geändert. Lee Stryker, der Sohn des Firmengründers Homer, wurde 1969 Präsident. Er kam 1976 bei einem Flugzeugabsturz ums Leben; sein Nachfolger wurde John W. Brown. 1979 ging Stryker an die Börse (NASDAQ) und verschaffte sich kurz darauf durch den Zukauf der Osteonics Corporation Zugang zum Markt orthopädischer Implantate. 1985 erreichte der Jahresumsatz erstmals 100 Millionen US-Dollar. Seit 1997 wird Stryker an der New York Stock Exchange notiert. 1998 wurde Leibinger, ein deutscher Hersteller von Titanplatten für die Mund-, Kiefer- und Gesichtschirurgie, übernommen. Stephen P. MacMillan löste 2005 John Brown als Präsident und CEO ab, der den Vorsitz des Aufsichtsrats übernahm. 2012 übernahm Kevin Lobo die Geschäftsführung und 2014 zudem den Vorstandsvorsitz. 2014 hat Stryker das deutsche Unternehmen Berchtold mit dem Hauptprodukt Operationsleuchten übernommen und integriert. Im Mai 2023 übernahm Stryker das Medizintechnikunternehmen Cerus Endovascular.